# Maksym Manenkov
Maksym Manenkov (ukrainska: Максим Маненков), född 13 mars 2006, är en ukrainsk taekwondoutövare. 

## Karriär
I maj 2024 vid EM i Belgrad tog Manenkov brons i 54 kg-klassen. Vid sommaruniversiaden 2025 i Essen tog han guld i 58 kg-klassen efter att ha besegrat thailändske Sirawit Mahamad i finalen.